# Dusona gastator
Dusona gastator är en stekelart som beskrevs av Hinz 1985. Dusona gastator ingår i släktet Dusona och familjen brokparasitsteklar. Inga underarter finns listade i Catalogue of Life.